# Franklin Pierce
Franklin Pierce (Hillsborough, Nou Hampshire, 23 de novembre de 1804 - Concord (Nou Hampshire), 8 d'octubre de 1869) fou el catorzè president dels Estats Units. Anteriorment actuà d'advocat fou membre del Congrés i senador dels Estats Units.

## Elecció de Pierce
Franklin Pierce va arribar a ser president dels Estats Units de manera inesperada; l'any 1852 el Partit Demòcrata pensava que perdria les següents eleccions presidencials. Quan es va reunir la Convenció Nacional del partit per elegir el candidat presidencial, hi havia si més no quatre dirigents demòcrates importants que lluitaven per ser el candidat i evitar la "previsible" derrota electoral del partit. El partit estava tan dividit entre aquests precandidats que van haver de realitzar-se diverses rondes de votació perquè no n'hi havia cap que reunís la majoria absoluta necessària per ser proclamat guanyador. Enfront d'aquesta situació d'estancament, els dirigents demòcrates decidiren elegir un polític molt poc conegut perquè fos el candidat de consens. Així que a la votació número 49 la convenció elegí candidat el gairebé desconegut Franklin Pierce, que es va convertir en un "cavall fosc" (en l'argot polític estatunidenc es diu així un candidat inesperat, algú que ningú no s'esperava que fos el candidat però que és nomenat com a tal per un compromís de consens en el qual els aspirants fortes han de renunciar a les seves aspiracions).
Mentrestant el Partit Whig, que estava en el poder per a aquest moment, també va tenir una competència interna renyida per elegir el seu candidat presidencial. En la Convenció Nacional del Partit Whig el general Winfield Scott va guanyar la candidatura presidencial en la votació número 53; Scott va obtenir els vots de 159 delegats contra els 133 que va obtenir el seu rival, Millard Fillmore (que era el president de la nació per a aquest moment i que aspirava a la reelecció). Scott era un heroi de la intervenció estatunidenca a Mèxic (que es va barallar entre 1845 i 1848).
Hi havia uns altres dos candidats presidencials: Jorn Parker Hale, que era candidat del petit Partit del terra lliure; i Daniel Webster, que era un dissident del Partit Whig.
El programa electoral del Partit Whig era molt semblant al programa del Partit Demòcrata dels Estats Units; així que la competència es va limitar a una lluita entre les personalitats dels dos candidats principals (Pierce i Scott). Però la reputació d'enemic de l'esclavitud dels negres que tenia Scott li va fer perdre vots entre els whigs dels estats del sud; mentre que el programa favorable a l'esclavitud del seu partit li va fer perdre vots entre els whigs del nord, i tot això va beneficiar Pierce. A més, la condició d'heroi de la guerra contra los mexicans de Scott va ser compensada pel fet que Pierce també s'havia barallat en aquella guerra amb el rang de general de brigada (precisament sota les ordres de Scott).
En les eleccions celebrades el 2 de novembre de 1852, Pierce va obtenir 1.607.510 vots populars equivalents al 50,84% dels vots; mentre que Scott va obtenir 1.386.942 vots populars, que equivalien al 43,87% dels vots; Parker Hale va treure 155.210 vots, equivalents al 4,91%; i Webster va obtenir 6.994 vots, que representaven un 0,2% del total. En el col·legi electoral Pierce va obtenir 254 electors contra 42 de Scott i cap per als altres candidats; així que Pierce va guanyar l'elecció i se va convertir en president electe.